# Dimitri Usnadse

Dimitri Usnadse

Dimitri Usnadse (georgisch დიმიტრი უზნაძე; * 2. Dezember 1886 in Sakara, Kreis Sestaponi, Imeretien; † 9. Oktober 1950 in Tiflis) war ein georgischer Psychologe. Er war Professor und Mitbegründer der Staatlichen Universität Tiflis sowie der Georgischen Akademie der Wissenschaften.
Er stammte aus einem georgischen Adelsgeschlecht. 1904 legte er am Georgischen Gymnasium in Kutaissi das Abitur ab. 1909 schloss er sein Studium an der Philosophischen Fakultät der Universität Leipzig ab. Im gleichen Jahr promovierte er an der Universität Halle-Wittenberg in Halle (Saale) über die Erkenntnistheorie Wladimir S. Solowjows.
Von 1910 bis 1917 lehrte Usnadse Weltgeschichte am Gymnasium in Kutaissi. 1918 war er Mitbegründer der Staatlichen Universität Tiflis. Von 1918 bis 1950 war er Professor und Dekan der Psychologischen Fakultät der Universität Tiflis. 1941 wurde er Mitbegründer der Georgischen Akademie der Wissenschaften und war bis 1950 erster Direktor des später nach ihm benannten Instituts für Psychologie.
Usnadse beschäftigte sich vor allem mit Philosophie, Philosophiegeschichte, Sprachpsychologie, Erziehungstheorie und experimenteller Pädagogik, formulierte die Theorie der unbewussten psychischen Einstellungen. Seine wissenschaftlichen Arbeiten schrieb er in deutscher und russischer Sprache. Vor allem wegen seiner frühen Beiträge zur Sprachpsychologie sowie der zur Einstellungs- bzw. Set-Theorie gilt er als der bedeutendste georgische Vertreter der Gestalttheorie.

## Schriften (Auswahl)
- Demeter von Usnadse: Die metaphysische Weltanschauung Wladimir S. Solowiows mit orientierendem Überblick seiner Erkenntnistheorie. Kaemmerer, Halle a.S. 1909
- Dimitrij N. Uznadze: Henri Bergson. Tiflis 1923
- D. Usnadze: Ein experimenteller Beitrag zum Problem der psychologischen Grundlagen der Namengebung. Psychologische Forschung 1924, Bd. 5(1-2), S. 24–43.
- D. Usnadze: Zum Problem der Bedeutungserfassung. In: VIII th international Congress of Psychology. Held at Groningen from 6 to 11 September 1926. Proceedings and Papers. P. Noordhoff-Groningen, 1927, pp. 440-442.
- D. Usnadze: Zum Problem der Bedeutungserfassung (Inhalt und Gegenstand). In: Archiv für die gesamte Psychologie, 1927, B. 58 (1-2), S. 163–186.
- D. Usnadze: Die Begriffsbildung im vorschulpflichtigen Alter, Zeitschrift für angewandte Psychologie 34 (Leipzig 1929), 138-212.
- D. Usnadze: Zum Problem der Relationserfassung beim Tier. In: Archiv für die gesamte Psychologie. Band 60, 1927, S. 361–390.
- Dimitrij N. Uznadze: Untersuchungen zur Psychologie der Einstellung. Acta Psychologica, Jg. IV, Nr. 3, 1939
- Dimitrij N. Uznadze: Eksperimental'nye osnovy psichologii ustanovki. Izdat. Akademii Nauk Gruzinskoj SSR, Tbilisi 1961
- Dimitrij N. Uznadze: The Psychology of Set. Consultants Bureau, New York 1966
- Dimitrij N. Uznadze: Psichologiceskie issledovanija. Izd. Nauka, Moskva 1966
- Dimitrij N. Uznadze: Einstellungspsychologie: Untersuchungen der Georgischen Schule. Hrsg. v. Manfred Vorwerg, Volk und Wissen, Berlin 1976